# Julian Roth
Julian Roth (2 september 1902 - 9 december 1992) was een Amerikaans architect. Hij was een zoon van Emery Roth en ontwierp begin jaren zestig onder andere het voormalige World Trade Center in New York. 
Nadat hun vader in 1948 overleed, namen Julian en Richard Roth de firma van hun vader, Emery Roth & Sons, over en ontwierpen meerdere New Yorkse wolkenkrabbers op Midtown Manhattan uit de jaren 60 en 70 waaronder het General Motors Building, het Citigroup Center en het MetLife Building, en de meeste hoogbouw op Sixth Avenue was van zijn hand.  In de jaren 80 ontwierp de firma ook het voormalige 7 World Trade Center, het wijnrode gebouw van het World Trade Center dat werd voltooid in 1987.
Julian Roth stierf op 90-jarige leeftijd.